# Acrosticta foveolata
Acrosticta foveolata är en tvåvingeart som beskrevs av Friedrich Hermann Loew 1868. Acrosticta foveolata ingår i släktet Acrosticta och familjen fläckflugor. Inga underarter finns listade i Catalogue of Life.